# Exponi nobis
Exponi nobis nuper fecisti, conegut a Nova Espanya com Omnimoda, va ser una butlla papal encarregada per Carles V i promulgada per Adrià VI el 10 de maig de 1522. La butlla permetia als membres de les ordes mendicants del Nou Món exercir "quasi tota l'autoritat episcopal" quan cap bisbe diocesà es trobava a dos dies de viatge. Aquests poders van ser posteriorment confirmats al Concili de Trento.
Sota l'autoritat d' Omnimoda, sacerdots missioners com Martín de València i Diego de Landa van actuar com a agents de la Inquisició a les Amèriques. La butlla també va donar als missioners l'autoritat per dispensar els catòlics locals dels impediments al matrimoni.